# Víctor Chávarri y Anduiza
Victor José Luis Paulino de Chávarri y Anduiza, I marquès de Triano, (Bilbao, 18 de juny de 1888 - ?) fou un industrial i polític basc, fill de l'industrial Víctor Chávarri y Salazar.
Enginyer industrial, des del 1918 fou president del consell d'administració de Babcock & Wilcox, i alhora, va promoure la Liga Monárquica de Vizcaya, un partit monàrquic amb el qual va obtenir l'acta de diputat pel districte de Durango a les eleccions generals espanyoles de 1920 i 1923. El 1923, juntament amb José Tartiere y Lenegre, fou un dels promotors de la indústria aeronàutica amb la fundació de Construcciones Aeronáuticas, SA (CASA). També fou conseller del Banco de Bilbao, Hulleras de Turón, Sociedad General de Ferrocarriles Vasco-Asturiana, Fundiciones de Vera, Gran Hotel Carlton i Vizcaína de Construcciones, entre d'altres.